# بخش کنکوردیا
بخش کنکوردیا (به اسپانیایی: Departamento Concordia) یک منطقهٔ مسکونی در آرژانتین است که در استان انتره ریوس واقع شده‌است.